# Tracy Melchior
Tracy Lindesy Melchior (Hollywood, 22 giugno 1970) è un'attrice statunitense.

## Biografia
Dopo aver recitato in alcune serie TV, nel 1999 ha interpretato il ruolo di Tess Marin nella serie tv Sunset Beach.
Dal 2001 al 2017 ha recitato nella soap opera Beautiful nel ruolo di Kristen Forrester.

## Filmografia
- Dream On – serie TV, 2 episodi (1992)
- My So-Called Life – serie TV, 1 episodio (1994)
- Weird Science – serie TV, 1 episodio (1994)
- Beverly Hills Cop III - Un piedipiatti a Beverly Hills III (Beverly Hills Cop III), regia di John Landis (1994)
- Hercules – serie TV, 1 episodio (1995)
- Due poliziotti a Palm Beach (Silk Stalkings) – serie TV, 1 episodio (1995)
- Alta marea (High Tide) – serie TV, 1 episodio (1996)
- Febbre d'amore (The Young and the Restless) – serie TV, 20 episodi (1996-1997)
- Sunset Beach – serie TV, 135 episodi (1999)
- Passions – serie TV, 2 episodi (2000)
- CSI - Scena del crimine (CSI: Crime Scene Investigation) – serie TV, 1 episodio (2000)
- Beautiful – serie TV, 183 episodi (2001-2017)
- Una vita da vivere (One Life to Live) – serie TV, 1 episodio (2003)
- Criminal Minds - serie TV, episodio 15x08 (2020)

## Doppiatrici italiane
Nelle versioni in italiano delle opere in cui ha recitato, Tracy Melchior è stata doppiata da:
- Alessandra Korompay in Beautiful
- Selvaggia Quattrini in Criminal Minds